# Tarnobrzeg

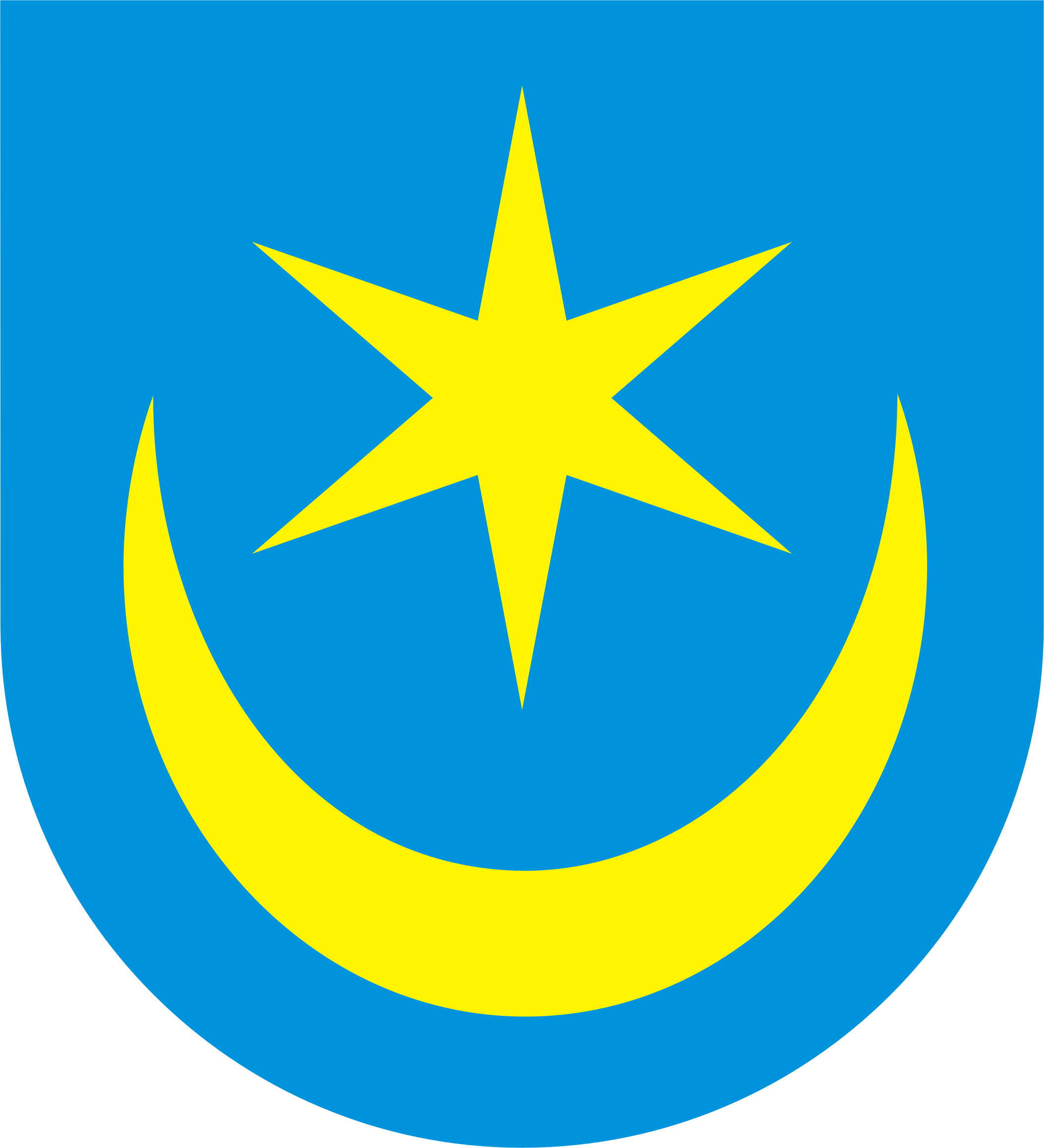
Stemă

Tarnobrzeg este un municipiu în Polonia.